# Щучинська волость

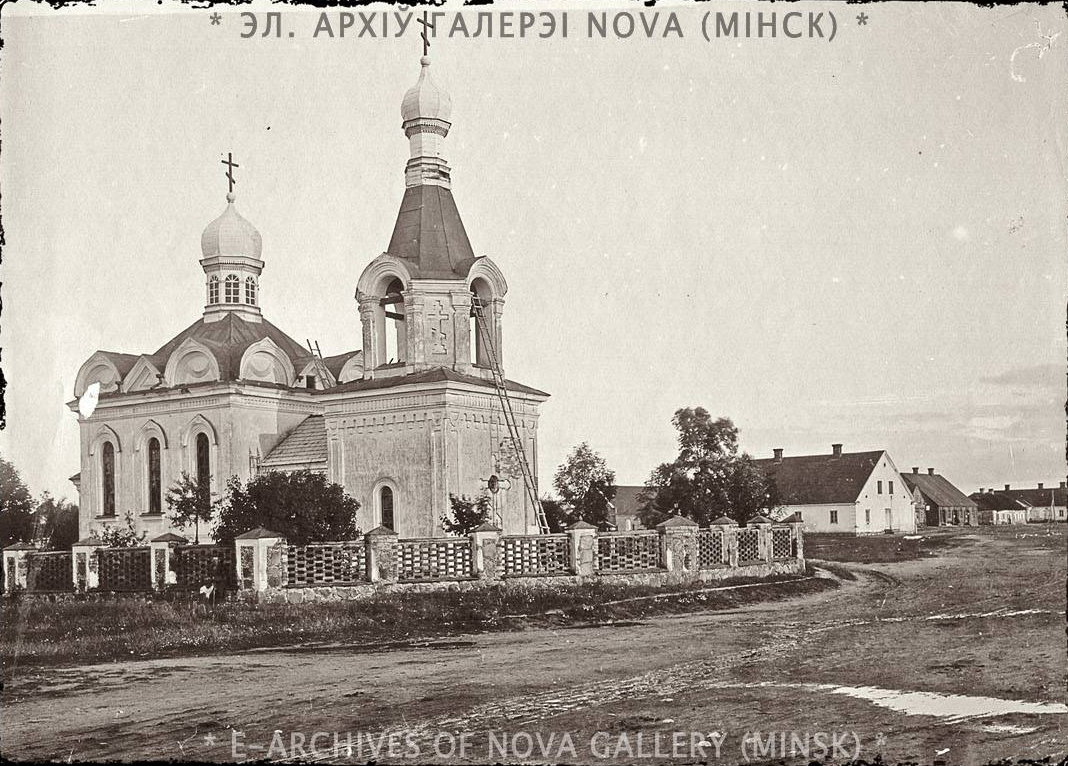

Щучинська волость — історична адміністративно-територіальна одиниця Лідського повіту Віленської губернії (попередньо — Литовської та Гродненської губерній).
Станом на 1886 рік складалася з 56 поселень, 6 сільських громад. Населення — 9207 осіб (4605 чоловічої статі та 4602 — жіночої), 632 дворових господарств.
|                     | Площа, десятин | У тому числі орної, дес. |
| ------------------- | -------------- | ------------------------ |
| Сільських громад    | ?              | ?                        |
| Приватної власності | ?              | 4303                     |
| Казенної власності  | 4671           | 21                       |
| Іншої власності     | 128            | 70                       |
| Загалом             | 29536          | 13292                    |

Найбільше поселення волості:
- Щучин — колишнє власницьке містечко за 48¼ версти від повітового міста, 1866 осіб, 5 дворів, існували православна церква, костел, каплиця, синагога, єврейський молитовний будинок, аптека, поштова станція, 29 лавок, 5 постоялих будинків, винокурний, цегельний і поташний заводи, відбувалось 2 місячних щорічних ярмарки.
- Лянк — колишнє власницьке село, 80 осіб, 6 дворів, існували костел і шинок.